# إلوهيم براندي
إلوهيم براندي (بالفرنسية: Elohim Prandi)‏ (مواليد 24 أغسطس 1998) هو لاعب كرة يد فرنسي يلعب في مركز الظهير الأيسر في نادي باريس سان جيرمان ومنتخب فرنسا.

## روابط خارجية
- إلوهيم براندي على موقع الاتحاد الدولي لكرة اليد (الإنجليزية)
- إلوهيم براندي على موقع الاتحاد الأوروبي لكرة اليد (الإنجليزية)
- إلوهيم براندي على موقع الاتحاد الفرنسي لكرة اليد (الفرنسية)
- إلوهيم براندي على موقع اللجنة الأولمبية الفرنسية (مؤرشف) (الفرنسية)